# دينيس إلهوف
دينيس إلهوف (بالألمانية: Dennis Eilhoff)‏ (31 يوليو 1982 بفيتن في ألمانيا - ) هو لاعب كرة قدم ألماني في مركز حراسة المرمى. شارك مع منتخب ألمانيا تحت 17 سنة لكرة القدم. أما مع النوادي، فقد لعب مع أرمينيا بيليفيلد ودينامو دريسدن ونادي كوبلنتس وArminia Bielefeld II ‏.

## روابط خارجية
- دينيس إلهوف على موقع قاعدة بيانات كرة القدم.إي يو (الإنجليزية)
- دينيس إلهوف على موقع بيانات كرة القدم. دي إي (الألمانية)
- دينيس إلهوف على موقع Soccerway.com (الإنجليزية)
- دينيس إلهوف على موقع عالم كرة القدم.نت (الإنجليزية)